# Aéroport de Juara
Pour les articles homonymes, voir JUA.
L'aéroport de Juara, aussi appelé aéroport Luís Inácio do Nascimento (code IATA : JUA • code OACI : SIZX) est l'aéroport desservant la ville de Juara au Brésil.

## Accès
L'aéroport est situé à 6 km du centre-ville de Juara.